# Naomi Grossman
Naomi Grossman (Denver, 6 februari 1975) is een Amerikaanse actrice. Ze is het bekendst van haar bijrol als Pepper in het tweede en vierde seizoen van de televisieserie American Horror Story, waarbij ze telkens een make-over onderging om door te gaan voor een persoon met microcefalie. Daarbuiten is ze voornamelijk actief in het theater en in het (komische) kortfilmcircuit.

## Film
- The Chair (2015)
- The Ones (2014)
- Kev Jumba Dances with the Stars! (2012)
- Table for Three (2009)

## Televisie
- American Horror Story: Freak Show (2014-2015)
- American Horror Story: Asylum (2012-2013)
- FammGlamm (2012)
- Sabrina, the Teenage Witch (1998)
- Father Dowling Mysteries (1990)

- Gemeinsame Normdatei: 1219653594
- Library of Congress Control Number: nr2005013444
- Nationale Bibliotheek van Israël: 987007305121805171
- Virtual International Authority File: 14725311
- WorldCat: E39PBJqk3BHBxp7CPhKw3bqJDq